# Giải bóng đá vô địch quốc gia Tajikistan 2002
Giải bóng đá vô địch quốc gia Tajikistan là giải bóng đá cao nhất của Liên đoàn bóng đá Tajikistan, thành lập năm 1992.  Đây là thống kê của Giải bóng đá vô địch quốc gia Tajikistan mùa giải 2002.

## Bảng xếp hạng
| VT | Đội                     | ST | T  | H | B  | BT | BB | HS  | Đ  |
| -- | ----------------------- | -- | -- | - | -- | -- | -- | --- | -- |
| 1  | Regar-TadAZ (C)         | 22 | 19 | 1 | 2  | 75 | 28 | +47 | 58 |
| 2  | Khujand                 | 22 | 17 | 2 | 3  | 76 | 17 | +59 | 53 |
| 3  | Farrukh Ghissar         | 22 | 13 | 5 | 4  | 45 | 25 | +20 | 44 |
| 4  | CSKA Pamir Dushanbe     | 22 | 12 | 7 | 3  | 57 | 25 | +32 | 43 |
| 5  | BDA Dushanbe            | 22 | 13 | 3 | 6  | 60 | 37 | +23 | 42 |
| 6  | Vakhsh Qurghonteppa     | 22 | 12 | 1 | 9  | 41 | 23 | +18 | 37 |
| 7  | Ansol Kulob             | 22 | 7  | 4 | 11 | 33 | 41 | −8  | 25 |
| 8  | Anicon Tursunzade       | 22 | 4  | 6 | 12 | 28 | 43 | −15 | 18 |
| 9  | Poisk Dushanbe          | 22 | 4  | 4 | 14 | 29 | 50 | −21 | 16 |
| 10 | Panjshir                | 22 | 4  | 4 | 14 | 29 | 76 | −47 | 16 |
| 11 | Umed Dushanbe           | 22 | 3  | 5 | 14 | 21 | 75 | −54 | 14 |
| 12 | Khoja Karimov Gazimalik | 22 | 1  | 4 | 17 | 17 | 64 | −47 | 7  |

## Vua phá lưới
| Thứ hạng | Cầu thủ               | Câu lạc bộ | Bàn thắng |
| -------- | --------------------- | ---------- | --------- |
| 1        | Dzhomikhon Mukhidinov | Khujand    | 29        |
| 2        | Fuzailov              | BDA        | 26        |
| 3        | Zardov                | Farrukh    | 16        |